# L'Étudiante (film)
Pour l’article homonyme, voir L'Étudiante (tableau).
Pour plus de détails, voir Fiche technique et Distribution.
L’Étudiante est un film franco-italien réalisé par Claude Pinoteau sorti en 1988.

## Synopsis
En vacances aux sports d’hiver, Édouard (Vincent Lindon) rencontre dans une télécabine la jeune Valentine Ezquerra (Sophie Marceau). Si cette rencontre reste fugace, Édouard a cependant un coup de foudre pour Valentine. Il a la chance de la retrouver à la fin des vacances, lors du retour à la gare de Lyon. Décidé à avoir sa chance, il invite Valentine à dîner quelques jours plus tard. Cette dernière, sous le charme, accepte. Lors de ce dîner, chacun dévoile sa vie, les deux s’avérant relativement opposées. Édouard, musicien branché dans un groupe et compositeur, vit la nuit. Valentine, étudiante préparant avec sérieux l’agrégation de lettres classiques et enseignante dans une boîte à bac, vit le jour. Cependant une alchimie naît et Édouard et Valentine deviennent amants. Pourtant, Valentine, qui a une vie bien réglée et n’a à priori guère le temps de s’investir pleinement dans une relation, tombe elle aussi amoureuse d'Édouard. Malgré les aléas et contrariétés de la vie (les ex, les copains collants, les horaires et emplois du temps rarement compatibles), l’amour entre Édouard et Valentine est sincère et profond comme en témoigne le discours de Valentine lors de son oral d’agrégation, une leçon (« Amour et amour de soi : facteurs tragiques et comiques dans Le Misanthrope de Molière ») qui se transforme en déclaration d’amour à Édouard.

## Fiche technique
- Réalisation : Claude Pinoteau, assisté de Francis de Gueltzl
- Scénario : Claude Pinoteau et Danièle Thompson
- Dialogues : Danièle Thompson
- Production : Alain Poiré pour Gaumont international, TF1 (France) ; Cecchi Gori Group Tiger Cinematografica (Italie)
- Musique : Vladimir Cosma Editions LAM LARGHETTO MUSIC
- Chanson du film : You Call It Love (Jeff Jordan - Vladimir Cosma), interprétée par Karoline Krüger
- Décors : Jacques Dugied
- Photographie : Yves Rodallec
- Montage : Marie-Josèphe Yoyotte
- Son : Bernard Bats et Alain Lachassagne
- Costumes : Catherine Leterrier
- Studios : Paris-Studios-Cinéma (Studios de Billancourt) et Studios d'Éclair à Épinay
- Pays de production :  France /  Italie
- Langue : français
- Format : Couleurs - 35 mm
- Genre : comédie romantique
- Durée : 103 minutes
- Date de sortie : 5 octobre 1988

## Distribution complète
- Sophie Marceau :    Valentine Ezquerra
- Vincent Lindon :    Édouard Jansen
- Élisabeth Vitali :  Céline Jolivet
- Jean-Claude Leguay : Charly
- Elena Pompei :      Patricia
- Roberto Attias :    Philippe
- Brigitte Chamarande : Claire
- Christian Pereira : Serge
- Beppe Chierici :    l'appariteur
- Francis Terzian :   l'agent de police
- Nathalie Mann :     Alexandra
- Anne Macina :       Laura
- Janine Souchon :    la dame au chien
- Hugues Leforestier : Patron du bouchon
- Marc-André Brunet : Victor
- Guillaume Correa :  Monsieur Fortuné
- Gilles Gaston-Dreyfus: Pierre
- Benoît Gourley :     Frédéric
- Jacques Chancel :     Lui-même
- Élie Chouraqui :      Lui-même
- Vladimir Cosma :      Lui-même
- Marie-Christine Barrault :      Elle-même
- Francis Terzian :

## Production

### Lieux de tournage
Le tournage s'est déroulé à Paris (notamment à la Sorbonne, sur le pont Neuf, place Georges-Mulot, place Dauphine et au centre Pompidou), mais aussi à Dijon (notamment à la Gare de Dijon et sur la place François-Rude), à Méribel pour la scène d'ouverture, ainsi qu'à Avignon, en face du Palais des papes.

### Musique
Edouard fait partie d'un groupe de jazz-rock, Vol de nuit, ce qui permet à Vladimir Cosma de proposer une bande originale typique du son jazz-rock de 1987-1988. Parmi les musiciens ayant contribué à la BO figurent Roland Romanelli, Bruno Fontaine, Bernard Paganotti, Dominique Pifarély, Claude Salmieri, José Souc ou Michel Alibo. Le violoniste Dominique Pifarély fait d'ailleurs un caméo lors d'un concert.

## Analyse